# James Greene
James Greene (Belfast, 19 mei 1931 – 5 januari 2021) was een Noord-Iers acteur.
Greene begon als omroeper bij Ulster Television van 1959 tot 1965. Hij begon in 1972 met acteren in de televisieserie Colditz, waarna hij in meer dan 155 televisieseries en films speelde, vaak als rechter, gouverneur, advocaat, dokter, bisschop of legerofficier.

## Filmografie (selectie)

### Speelfilms
- 2017 Loving Vincent - oude boer (stem)
- 2012 Les Misérables - lid van 'Master of the House'
- 2011 Dimensions - oude man
- 2011 Albert Nobbs - Patrick
- 2009 Sherlock Holmes - gouverneur
- 2008 RocknRolla - rechter
- 2003 The Sin Eater - Britse dokter
- 2003 Johnny English - Schotse bisschop
- 2003 What a Girl Wants - Percy
- 2001 From Hell - vrijmetselarij gouverneur
- 1999 Second SightSecond Sight: Hide and Seek - dr. Goddard
- 1987 Empire of the Sun - Britse gevangene

### Televisieseries
- 2017 Born to Kill - Bob Franklin - 4 afl.
- 2013-2014 Big School - mr. Hubble - 9 afl.
- 2013 Shetland - Andrew Haldane - 2 afl.
- 2012 The Life and Adventures of Nick Nickleby - mr. Cobbey - 5 afl.
- 2012 Hunderby - oude Ian - 6 afl.
- 2011 Merlin - veerman - 2 afl.
- 2011 Borgia - Maffeo Gherardo - 2 afl.
- 2003-2005 William and Mary - Arnold - 17 afl.
- 1985-1986 Mapp & Lucia - eerwaarde Kenneth Bartlett - 10 afl.
- 1978 The Moon Stallion - professor Purwell - 6 afl.

- Biblioteca Nacional de España: XX5878847
- Gemeinsame Normdatei: 1033311138
- International Standard Name Identifier: 0000 0001 2980 8386
- Library of Congress Control Number: no2019078765
- MusicBrainz: 92f732a2-09ab-480c-bb91-a38906947ffa
- Virtual International Authority File: 298106915
- WorldCat: E39PBJmhPK7J93fXPbgdhPX8G3